# Луїс Орехуела
Луїс Мануель Орехуела (ісп. Luis Manuel Orejuela, нар. 20 серпня 1995, Калі) — колумбійський футболіст, захисник клубу «Сан-Паулу».

## Клубна кар'єра
Народився 20 серпня 1995 року в місті Калі. Вихованець футбольної школи клубу «Депортіво Калі». 7 серпня в поєдинку Кубку Колумбії проти «Уніон Магдалена» Луїс дебютував за основний склад. 6 квітня 2014 року в матчі проти «Мільйонаріоса» Орехуела дебютував у національному чемпіонаті. У 2014 році він допоміг команді завоювати Суперкубок Колумбії, а через рік виграти Апертуру.
Влітку 2017 року Орехуела перейшов у амстердамський «Аякс». Сума трансферу склала 3,65 млн євро. 1 вересня Луїс зіграв у Еерстедивізі за резервний склад «Йонг Аякс». 20 вересня дебютував в основі «Аякса» в матчі Кубку Нідерландів проти команди «Сгевенінген». 17 грудня в матчі проти АЗ він дебютував у Ередівізі. Станом на 15 серпня 2018 року відіграв за команду з Амстердама 1 матч в національному чемпіонаті.

## Виступи за збірну
Протягом 2014—2015 років залучався до складу молодіжної збірної Колумбії, у складі якої став срібним призером молодіжного чемпіонату Південної Америки у 2015 році. На молодіжному рівні зіграв у 9 офіційних матчах.
| Дата       | Місто         | Господарі      | Результат | Гості     | Турнір            | Голи | Примітки |
| ---------- | ------------- | -------------- | --------- | --------- | ----------------- | ---- | -------- |
| 26-3-2019  | Сеул          | Південна Корея | 2 – 1     | Колумбія  | товариський матч  | -    |          |
| 6-9-2019   | Маямі         | Бразилія       | 2 – 2     | Колумбія  | товариський матч  | -    | 78'      |
| 10-9-2019  | Тампа         | Колумбія       | 0 – 0     | Венесуела | товариський матч  | -    |          |
| 15-10-2019 | Вільнев-д'Аск | Алжир          | 3 – 0     | Колумбія  | товариський матч  | -    |          |
| 25-3-2017  | Кіто          | Еквадор        | 6 – 1     | Колумбія  | Відбір до ЧС 2022 | -    | 41'      |
| Усього     |               | Матчів         | 5         |           | Голів             | 0    |          |

## Титули і досягнення
- Переможець Боліваріанських ігор: 2013
- Чемпіон Колумбії (1): Апертура 2015